# Fábio Ilídio Furtado Gomes
Fábio Ilídio Furtado Gomes (sinh ngày 21 tháng 9 năm 1988) là một cầu thủ bóng đá người Bồ Đào Nha gốc Cabo Verde thi đấu cho Operário ở vị trí tiền đạo.

## Sự nghiệp bóng đá
Vào ngày 27 tháng 7 năm 2014, Gomes có màn ra mắt cho Farense trong trận đấu tại Cúp Liên đoàn bóng đá Bồ Đào Nha 2014–15 trước Chaves.